# Falko Götz
Pour les articles homonymes, voir Götz.
Falko Götz (né le 26 mars 1962 à Rodewisch) est un footballeur allemand, devenu entraîneur.

## Biographie
Falko Götz commence sa carrière au club de BFC Dynamo, en Allemagne de l'Est, où il s'affirme rapidement comme milieu de terrain et devient international Espoirs. En 1983, il passe à l'Ouest avec son coéquipier Dirk Schlegel à l'occasion d'un match de Coupe d'Europe du Dynamo. Il signe immédiatement au Bayer Leverkusen où il s'entraîne un an sans pouvoir jouer, en raison de la suspension automatique d'un an alors en vigueur pour les demandeurs d'asile politique. Après cet épisode, Götz confirme son talent et devient l'un des piliers de l'équipe qui remporte la Coupe UEFA en 1988. Cette même année, il quitte le Bayer pour le FC Cologne où il évolue pendant quatre ans.
En 1992, il est transféré au club de Galatasaray SK et joue en position de libéro. Il remporte quatre coupes avec ce club. Lors de la saison 1993/1994, il gagne à nouveau le championnat et demande à renouveler son contrat. Devant le refus de ses dirigeants, il fait son retour en Allemagne où il finit sa carrière de joueur, avant de devenir entraîneur.
En juin 2011, Falko Götz signe un contrat de deux ans pour entraîner l'Équipe du Viêt Nam de football, succédant au portugais à Henrique Calisto qui avait démissionné trois mois auparavant. Il est limogé en décembre 2011 faute de résultats lors des Jeux d'Asie du Sud-Est de 2011.
Fin avril 2013, il est nommé entraineur du FC Erzgebirge Aue, en deuxième division allemande.

## Palmarès
- 4 fois champion de RDA avec le BFC Dynamo en 1981, 1982, 1983 et 1984.
- 1 fois vainqueur de la Coupe UEFA avec le Bayer Leverkusen en 1988.
- 2 fois champion de Turquie avec Galatasaray SK en 1993 et 1994.
- 1 fois vainqueur de la Coupe de Turquie avec Galatasaray SK en 1993.
- 1 fois vainqueur de la Supercoupe de Turquie avec Galatasaray SK en 1993.